# Obi

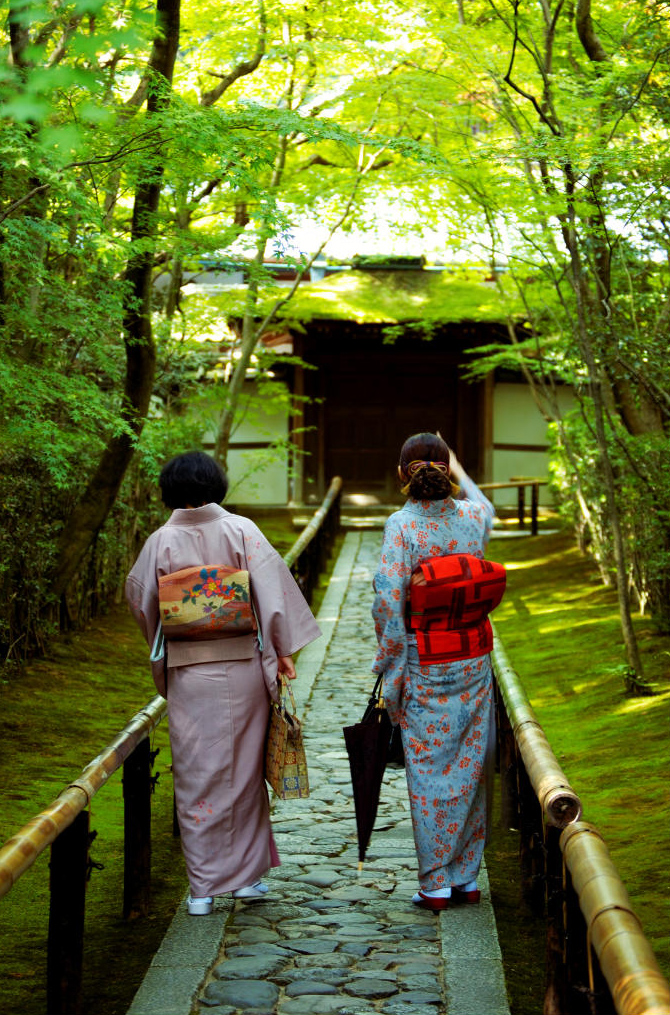
Obin spelar en viktig roll i en kvinnas kimonodräkt.

Obi (kanji: 帯, hiragana: おび) är det traditionella bältet till kimono och keikogi.
Det finns många olika typer av obier för kvinnor men bara två för män. Kvinnors obier kan vara mer än 4 meter långa och 30 centimeter breda. Mäns obier är mycket mindre. Keikogi-obier är cirka 5 centimeter breda och användarens kyū- eller dangrad markeras ofta genom färgen. En obi är oftast handvävd i siden och dekorerad i färgrika mönster.
I dag är det egentligen inte obin som binder fast en kvinnas kimono, utan kimonon fästs med hjälp av olika underbälten och bindlar som bärs under obin. Själva obin behöver också sina förstärkare och bindlar.
Obierna klassificeras i olika typer efter deras grad av festlighet, material, syfte och andra kvaliteter. Informella obier är smalare och trängre än andra. Framförallt för kvinnor finns det många typer av obier: breda obier gjorda av brokad för fest och smalare och mer anspråkslösa för vardag. De obier som är färgrikast och mest utsmyckade är för ogifta unga kvinnor. En modern obi är ett mycket anslående klädesplagg som ofta är mer imponerande än kimonon. En fin, formell obi kan kosta mer än resten av kimonodräkten.

## Kvinnors obi
En kvinnas breda obi viks i två när man klär på den. En obi som är vikt med tanke på användarens kroppsproportioner (det vill säga obins bredd är cirka 10 procent av användarens längd) ses som mest elegant. Obins hela bredd är synlig endast på musubi, den dekorativa knuten (musubi är ett japanskt ord som betyder "knut").
Kvinnors obier knyts i en dekorativ knut, musubi. Man kan välja mellan tiotals olika typer av musubier, passande för olika situationer och olika kimonor.
Det finns många olika typer av obier för kvinnor och användningen regleras av många oskrivna regler för till exempel vilka slags obier som används och med vilken typ av kimono. Gifta och ogifta kvinnor knyter sina obier på olika sätt. Obin används ofta för att justera hur formell kimonodräkten blir. En och samma kimono kan till exempel passa för olika tillfällen beroende på vilken obi som används.

## Männens obi

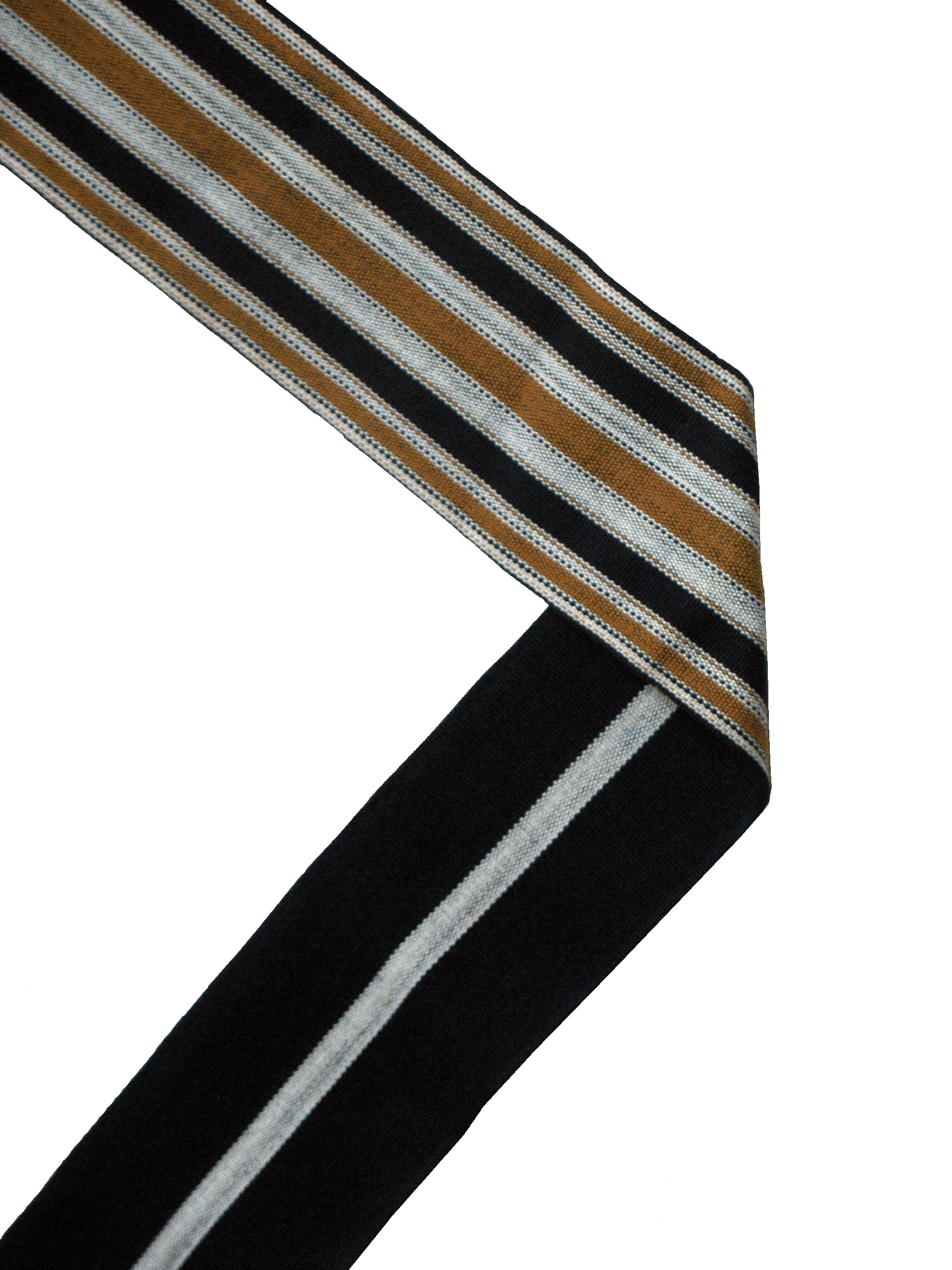
En kaku-obi för män som har olika sidor och är cirka 6 centimeter bred.

Män använder obier som är mycket smalare än kvinnors obi. En obi för män är ofta högst 10 centimeter bred. Mäns obier knyts enkelt. De viras runt midjan under magen och knyts i ryggen.

## Barnens obi

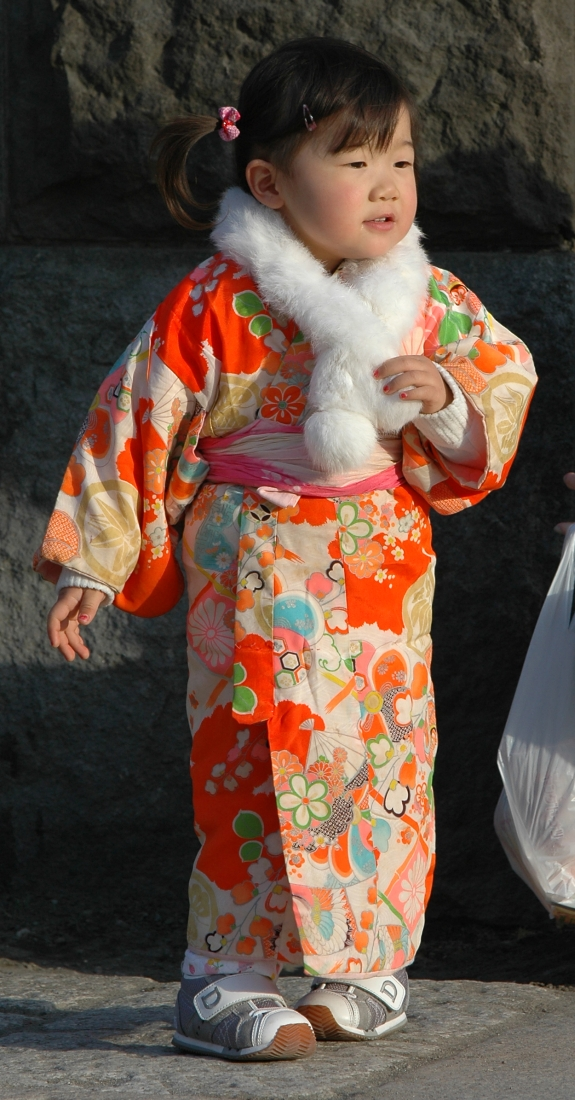
En liten flicka klädd i kimono. En enkel och mjuk obi är knuten kring midjan.

Barnen använder kimonor särskilt för shichi-go-san-festivalen då tre och sju år gamla flickor och fem år gamla pojkar kläs i kimonor. Kimonor för barn är mycket lika kimonor för vuxna och är i praktiken miniatyrversioner av de vuxnas.. De allra minsta barnen kläs i mjuka scarfliknande obier.

## Obi i kampsporter

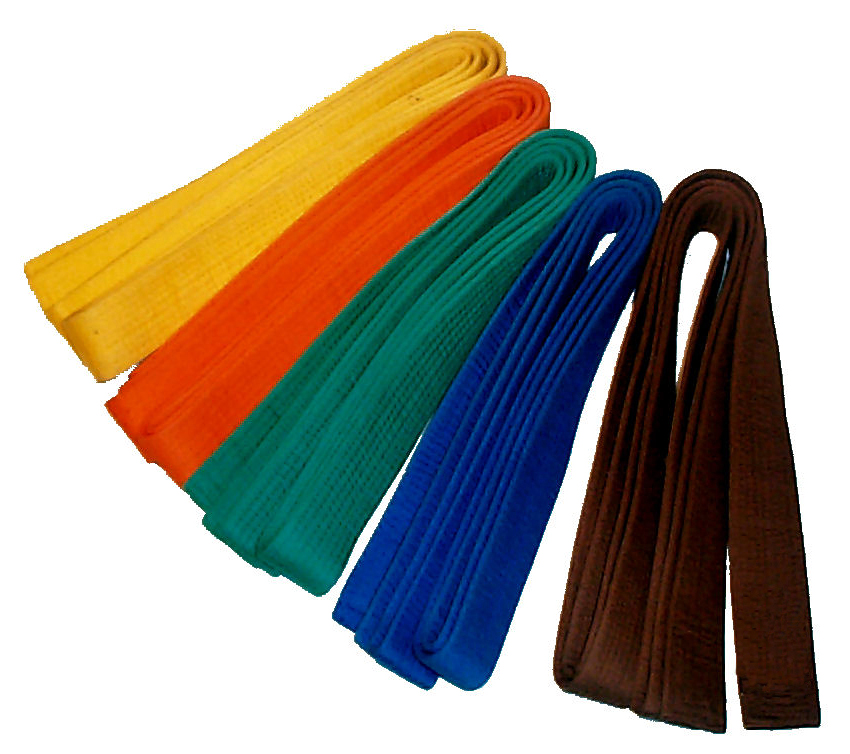
Budo-obier. Dessa färger står för judo nivå 9–1 kyū.

Obi hör till många dräkter som används i budo, det vill säga japanska kampsporter. Dessa obier är oftast gjorda helt i bomull och cirka 5 centimeter breda. I kampsporter knyter man oftast obin framtill med en typ av knut som kallas koma musubi (lik råbandsknop), men i till exempel iaidō används en typ av knut som kallas kai-no-kuchi musubi.
I de flesta kampsporter anger obins färg användarens nivå, se kyū- eller dangrad. Oftast går färgerna från nybörjarens vita bälte upp till experternas svart eller rött och vitt.